# 1978年の文学
1978年の文学（1978ねんのぶんがく）では、1978年（昭和53年）の文学に関する出来事について記述する。

## できごと
- 1月17日 - 第78回芥川龍之介賞・直木三十五賞（1977年下半期）の選考委員会開催。
- 4月 - 有吉佐和子の『和宮様御留』が講談社より刊行される。同書は1978年年間ベストセラーの総合3位を記録した[1]。

## 受賞

### 日本国内
- 第78回（1977年下半期）芥川賞・直木賞（1月）
  - 芥川賞 - 宮本輝『螢川』、高城修三『榧の木祭り』
  - 直木賞 - 該当作なし
- 第79回（1978年上半期）芥川賞・直木賞（7月）
  - 芥川賞 - 高橋揆一郎『伸予』、高橋三千綱『九月の空』
  - 直木賞 - 津本陽『深重の海』、色川武大『離婚』
- 谷崎潤一郎賞（第14回） - 中村真一郎『夏』
- 泉鏡花文学賞（第6回） - 唐十郎『海星・河童（ひとで・かっぱ）』
- 群像新人文学賞（第21回） - 小幡亮介『永遠に一日』、中沢けい『海を感じる時』

### 日本国外
- ノーベル文学賞 -  アイザック・バシェヴィス・シンガー
- ブッカー賞 -  アイリス・マードック 『海よ、海』
- ジェイムズ・テイト・ブラック記念賞（1977年度） -  ジョン・ル・カレ 『スクールボーイ閣下』（フィクション部門）
- ゴールド・ダガー賞（1978年度） -  ライオネル・デヴィッドスン 『チェルシー連続殺人事件』

## 1978年の本

### 小説
- 赤川次郎 『セーラー服と機関銃』（主婦と生活社）
- 有吉佐和子 『和宮様御留』（講談社）
- 井上ひさし 『十二人の手紙』（中央公論社）
- 川端康成 『婚礼と葬礼』（創林社）
- 筒井康隆 『富豪刑事』（新潮社）
- 天藤真 『大誘拐』（カイガイ出版部）
- 西村寿行 『蒼茫の大地、滅ぶ』（講談社）
- 見延典子 『もう頰づえはつかない』（講談社）
- 吉行淳之介 『夕暮まで』（新潮社）

### その他
- 篠田桃紅 『墨いろ』（PHP研究所）
- 立花隆 『日本共産党の研究』（講談社）
- 津島美知子 『回想の太宰治』（人文書院）
- 中島梓 『文学の輪郭』（講談社）
- 宮脇俊三 『時刻表2万キロ』（河出書房新社）
- 向田邦子 『父の詫び状』（文藝春秋）

## 死去
- 1月14日 - 花森安治、兵庫県出身の編集者。『暮しの手帖』の創刊者。66歳没。
- 3月16日 - 山手樹一郎、栃木県出身の小説家。79歳没。
- 3月18日 - リイ・ブラケット、米国のSF作家・脚本家。62歳没。
- 4月3日 - 平野謙、日本の文芸評論家。70歳没。
- 4月25日 - 大畑末吉、日本の北欧文学者・翻訳家。76歳没。
- 5月15日 - 網野菊、東京府出身の小説家。78歳没。
- 6月30日 - 柴田錬三郎、岡山県出身の小説家。61歳没。
- 9月11日 - ゲオルギー・マルコフ、ブルガリア出身の作家。49歳没。
- 9月30日 - 山岡荘八、新潟県出身の小説家。71歳没。
- 11月2日 - 岩倉具栄、東京市出身の英文学者。74歳没。
- 12月21日 - ロジェ・カイヨワ、フランスの文芸批評家・哲学者。65歳没。